# Полоз Шренка
Полоз Шренка (лат. Elaphe schrenckii) — неотруйна змія з роду Полоз-елаф (Elaphe) родини Полозові (Colubridae). Інша назва «амурський полоз».

## Опис
Загальна довжина досягає 170 см. Голова слабко відмежована від шиї. Передочний щиток великий. Ширина міжщелепного щитка значно перевершує його довжину. Зверху цей щиток майже не видається або видається дуже тупим кутом поміж міжносовимими. Луска перших 4—7 поздовжніх рядків гладенька, решта зі слабкими або явними реберцями. Навколо тулуба є 23—25 рядків луски. Черевних щитків у самців — 200–216, у самок — 214–238. Підхвостових щитків — 58-78 пар, деякі пари можуть бути злиті в один щиток. Черевні щитки утворюють з боків черева нечітке ребро. Луска з 2 апікальними порами. Анальний щиток розділений.
Забарвлення верхньої сторони тулуба буре або чорне з жовтими або буро-жовтуватими косими поперечними смужками, відокремлюваними з боків тулуба на 2 гілки. Верхня поверхня голови однокольорна — чорна. Губні щитки жовті з чорними швами. Черево жовтуватого кольору — однокольорне або у темних плямах. Молоді полози мають малюнком з витягнутих поперек бурих або коричневих плям уздовж спини і на хвості. На голові світло-коричневий малюнок з дугоподібних смуг на передлобному, лобному і в середній частині надочноямкових щитків. Нижній край міжщелепного щитка жовтого кольору і облямований зверху чорною дугою.

## Спосіб життя
Полюбляє лісові біотопи, зустрічаючись на узліссях, галявинах, у чагарниках, іноді у глибині лісових масивів. Його можна зустріти і поблизу людського житла, на присадибних ділянках, в садах, городах, на дахах і горищах будівель. Ховається у порожнечах в старих пнях, купах хмизу, і каміння, дуплах дерев і норах риючих тварин. Зустрічається на висоті до 900 м над рівнем моря.
Харчується гризунами, птахами і їх яйцями, за якими може підніматися досить високо на дерева.
Це яйцекладна змія. Самка відкладає 11-30 великих яєць з середини червня до середини серпня. Молоді полози довжиною тіла до 30 см з'являються у вересні.

## Розповсюдження
Мешкає у північному та північно-східному Китаї, Кореї, східній Монголії, Приморському та Хабаровському краї Росії.